# Nanaguna tenebrata
Nanaguna tenebrata är en fjärilsart som beskrevs av Embrik Strand 1917. Nanaguna tenebrata ingår i släktet Nanaguna och familjen trågspinnare. Inga underarter finns listade i Catalogue of Life.